# Baku
Baku (azer. Bakı bɑˈcɯ) – stolica i największe miasto Azerbejdżanu, najstarszy i największy port nad Morzem Kaspijskim. Znajduje się we wschodniej części kraju, na Półwyspie Apszerońskim. Położone jest na wysokości 28 m poniżej poziomu morza, będąc tym samym najniżej położoną stolicą świata oraz największym miastem położonym poniżej poziomu morza. W 2009 roku Baku zamieszkane było przez ponad 2 miliony mieszkańców, co stanowiło niemal 1/4 populacji Azerbejdżanu.

## Etymologia nazwy
Nazwa miasta pochodzi od perskiego Badkube, oznaczającego „uderzenie wiatru”, w związku z częstymi i silnymi wiatrami północno-zachodnimi nawiedzającymi ten obszar.

## Geografia

### Położenie
Położone w południowej części Półwyspu Apszerońskiego, na zachodnim brzegu Morza Kaspijskiego (Zatoka Bakijska). Położone w pobliżu pól naftowych.

### Klimat
Baku znajduje się w strefie klimatu subtropikalnego półpustynnego (Klasyfikacja klimatów Köppena: BSk), z ciepłymi i suchymi latami oraz czasami wilgotnymi zimami. Silne wiatry występują przez cały rok. Blisko 10 dni rocznie, średnio po trzy w grudniu, styczniu i lutym mogą wystąpić opady śniegu.
| Miesiąc                                                                  | Sty | Lut | Mar | Kwi  | Maj  | Cze  | Lip  | Sie  | Wrz  | Paź  | Lis  | Gru | Roczna |
| ------------------------------------------------------------------------ | --- | --- | --- | ---- | ---- | ---- | ---- | ---- | ---- | ---- | ---- | --- | ------ |
| Średnie temperatury w dzień [°C]                                         | 6,6 | 6,3 | 9,8 | 16,4 | 22,1 | 27,3 | 30,6 | 29,7 | 25,6 | 19,6 | 13,5 | 9,7 | 18,1   |
| Średnie dobowe temperatury [°C]                                          | 4,4 | 4,2 | 7,0 | 12,9 | 18,5 | 23,5 | 26,4 | 26,3 | 22,5 | 16,6 | 11,2 | 7,3 | 15,1   |
| Średnie temperatury w nocy [°C]                                          | 2,1 | 2,0 | 4,2 | 9,4  | 14,9 | 19,7 | 22,2 | 22,9 | 19,4 | 13,6 | 8,8  | 4,8 | 12,0   |
| Opady [mm]                                                               | 21  | 20  | 21  | 18   | 18   | 8    | 2    | 6    | 15   | 25   | 30   | 26  | 210    |
| Średnia liczba dni z opadami                                             | 6   | 6   | 5   | 4    | 3    | 2    | 1    | 2    | 2    | 6    | 6    | 6   | 49     |
| Średnie usłonecznienie [h]                                               | 90  | 89  | 124 | 195  | 257  | 294  | 313  | 282  | 222  | 146  | 93   | 102 | 2207   |
| Źródło: Światowa Organizacja Meteorologiczna, HKO (dane z lat 1971–1990) |     |     |     |      |      |      |      |      |      |      |      |     |        |

### Stosunki wodne
Na terenie Baku położone jest jezioro Böyükşor, największe na Półwyspie Apszerońskim

### Podział administracyjny
Baku dzieli się na 12 rejonów:
- Binəqədi
- Nizami
- Nərimanov
- Nəsimi
- Pirallahı
- Qaradağ
- Sabunçu
- Suraxanı
- Səbail
- Xətai
- Xəzər
- Yasamal

## Historia
Pierwsza wzmianka o osadzie na terenie dzisiejszego Baku pochodzi z II w.
- XII w. – stolica chanatu Szyrwanu
- XV–XVI w. – rezydencja władców z dynastii Szyrwanszachów
- 1509 – przyłączone do państwa perskiego (państwa Safawidów)
- 1747 – odrębny chanat azerbejdżański
- 1806 – pod panowaniem Rosji
- 1859 – miasto gubernialne
- 1917 – rządy przejęła tu Rada Delegatów Robotniczych
- 1918 – powstanie i upadek bolszewickiej Komuny Bakijskiej
- 1918 – 1920 powstanie Demokratycznej Republiki Azerbejdżanu, ostatecznie przyłączonej do Rosji Radzieckiej
- 1920 – 1991 stolica Azerbejdżańskiej SRR
- 20 stycznia 1990 – wojskowa pacyfikacja Baku wymierzona w rozwijający się azerski ruch antykomunistyczny i niepodległościowy – Czarny Styczeń. Ofiarą interwencji oddziałów armii radzieckiej padają 132 przypadkowe osoby cywilne, ponad 600 jest rannych[6]
- 1991 – po rozpadzie ZSRR, stolica niezależnego Azerbejdżanu
- 2009 – w masakrze na uniwersytecie w Baku zginęło 12 osób oraz sprawca-samobójca
- 2012 – miasto gościło 57. Konkurs Piosenki Eurowizji w specjalnie zbudowanej na potrzeby Eurowizji hali widowiskowo-sportowej Baku Crystal Hall.

## Zabytki i atrakcje turystyczne

Muzeum Dywanów, wyglądające jak zwinięty dywan.

- Miasto Wewnętrzne (azer. İçəri Şəhər) – otoczona murami najstarsza część miasta z IX wieku. Wewnątrz znajdują się m.in.:
  - Meczet Muhammada z 1078, zwany od XVIII w. „Złamaną Wieżą” (azer. Sınıqqala)
  - Meczet Piątkowy z 1899 r.
  - Baszta Dziewicza (azer. Qız qalası) – XII wiek
  - Pałac Szachów Szyrwanu (azer. Şirvanşahlar Sarayı) – XIV-XVII wiek
- Świątynia Ognia Ateszgah (azer. Atəşgah) w podbakijskiej miejscowości Surachany (azer. Suraxanı) – zrekonstruowana w XVII-XVIII wieku
- Meczet Taza Pir w Baku – największy meczet w mieście, zbudowany w latach 1905–1914
- cerkiew św. Michała Archanioła
- cerkiew ormiańska – XVIII wiek (zamknięta i niedostępna do zwiedzania od czasu wojny z Armenią)
- dworzec kolei elektrycznej „Sabunczyński” z 1928
- Azerbejdżańskie Narodowe Muzeum Sztuki
- Azerbejdżańskie Narodowe Muzeum Dywanów
- Muzeum Historii Azerbejdżanu w dawnej rezydencji Zeynalabdina Tagijewa, którą projektował polski architekt Józef Gosławski
- Muzeum Miniaturowych Książek (azer. Miniatür Kitab Muzeyi)
- Muzeum Literatury Azerbejdżańskiej im. Nizamiego
- Aleja Szahidów – aleja-mauzoleum poległych bohaterów wojny z Armenią i zabitych przez Armię Radziecką w 1990.Baku. Baszta Dziewicza

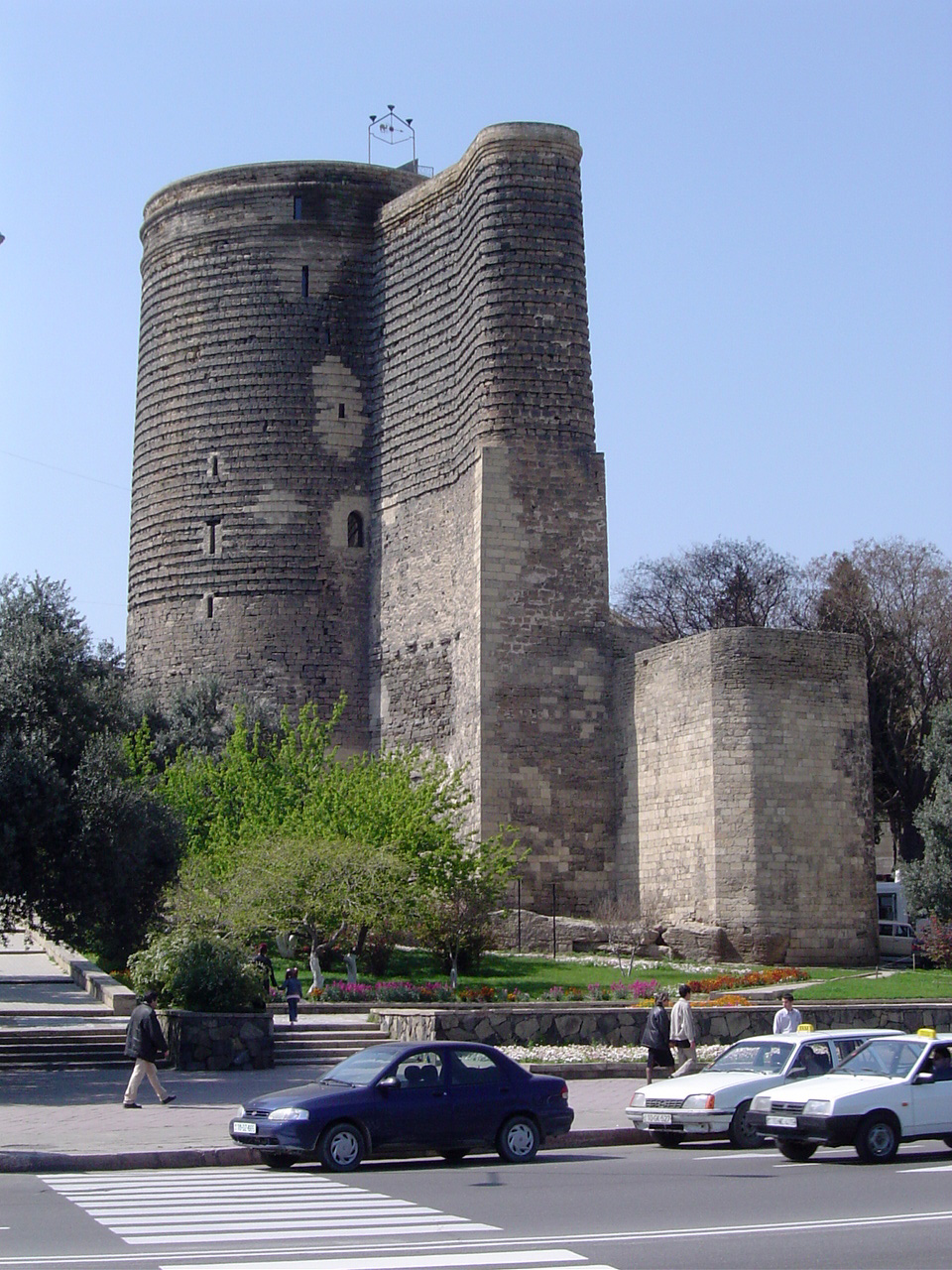
Baku. Baszta Dziewicza

## Nauka i oświata
Baku jest głównym ośrodkiem naukowym kraju. Znajduje się tu wiele uniwersytetów, m.in.:
- Bakijski Uniwersytet Państwowy
- Bakijski Uniwersytet Słowiański
- Akademia Muzyczna w Baku
- Azerbejdżańska Wyższa Szkoła Marynarki Wojennej

## Sport
W Baku, w latach 2011–2015, rozgrywany był kobiecy turniej tenisowy, Baku Cup, zaliczany do rozgrywek cyklu WTA Tour. W 2015 roku w Baku odbyły się pierwsze Igrzyska Europejskie. W 2016 roku w Baku odbył się wyścig Formuły 1 – Grand Prix Europy, a od 2017 odbywa się Grand Prix Azerbejdżanu. W 2021 roku w Baku odbyły się mecze Mistrzostw Europy w Piłce Nożnej 2020.
W mieście działa też kilka klubów piłkarskich:
- AZAL PFK Baku
- Bakılı Baku
- FK Baku
- Şamaxı Baku
- MOİK Baku
- Neftçi PFK
- Rəvan Baku

## Transport

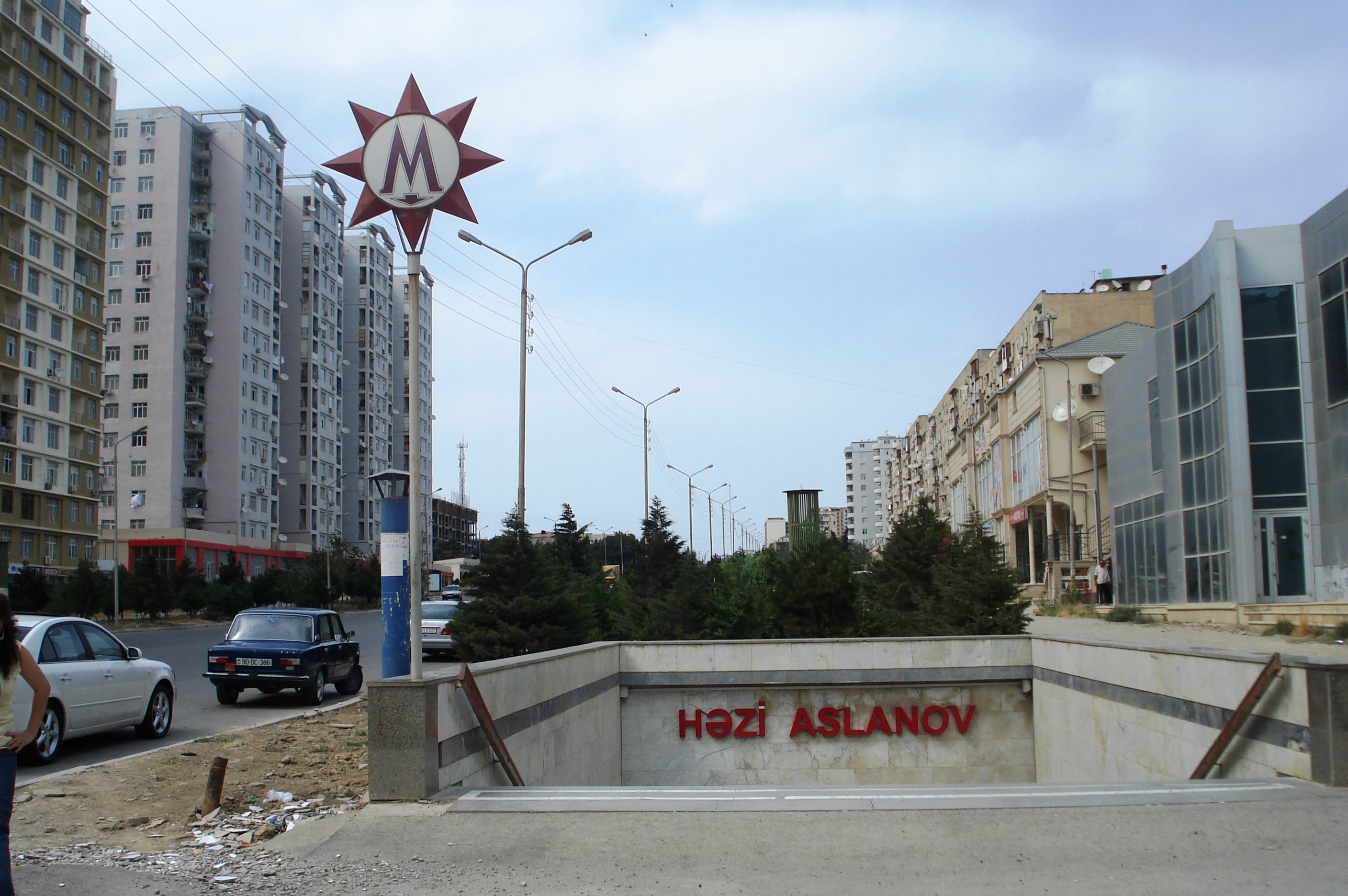
Wejście na stację Həzi Aslanov

Około 20 kilometrów na wschód od centrum znajduje się port lotniczy im. Heydəra Əliyeva – największy węzeł lotniczy Azerbejdżanu.

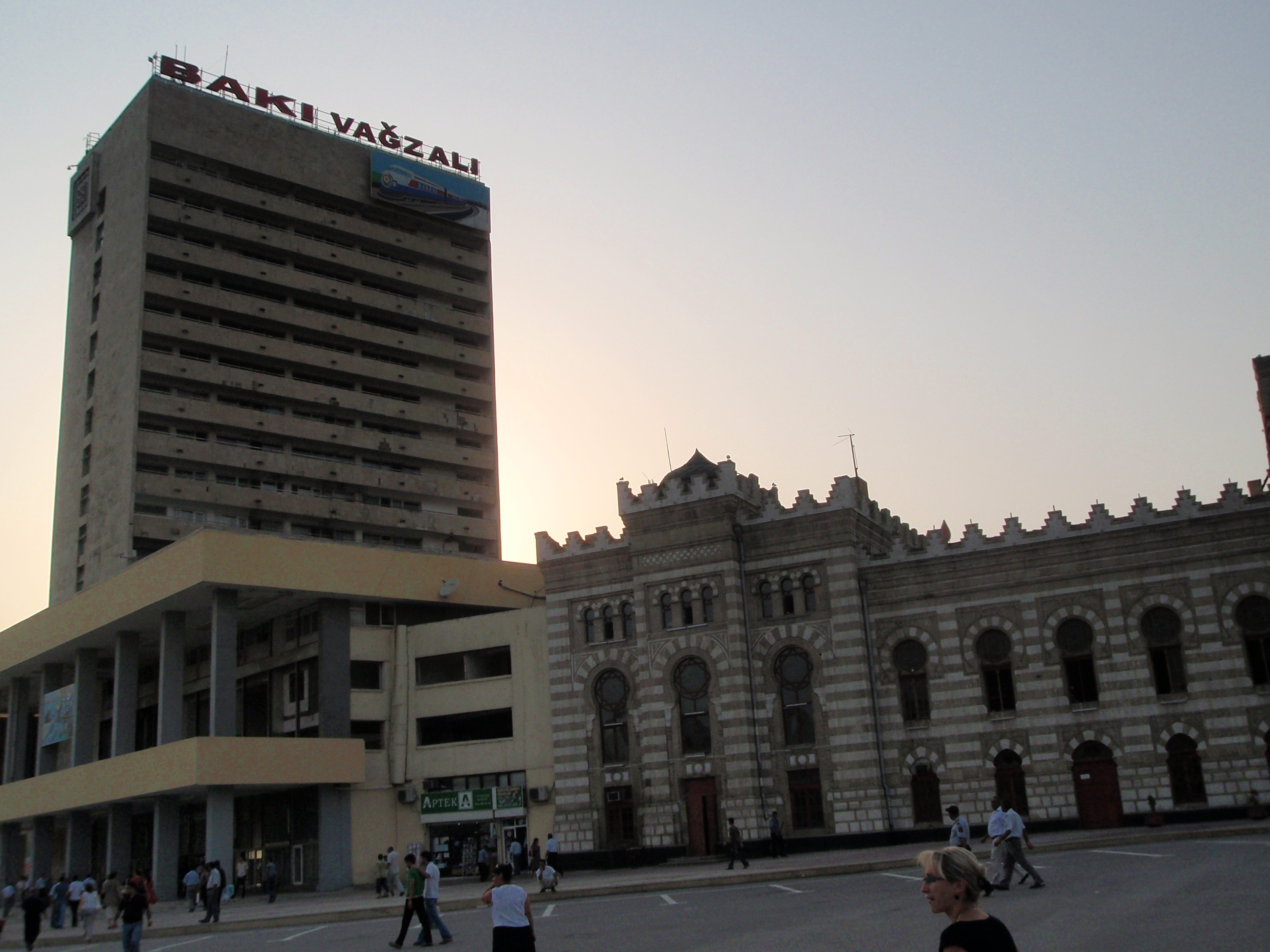
Dworzec kolejowy Baku

W mieście znajduje się stacja kolejowa zapewniająca połączenia międzynarodowe i krajowe.
Baku posiada dwie linie metra, oraz wiele autobusowych. Tramwaje i trolejbusy zlikwidowano odpowiednio w 2004 i 2006 roku.

## Polonia i polska dyplomacja
- Centrum Polskiej Kultury „Polonia”
- Polonia–Azerbejdżan Wspólnota Polska
- Rzymskokatolickie Towarzystwo Dobroczynności i Katolicka Wspólnota Polska[7].

W Baku od 2001 funkcjonuje Ambasada RP. W latach 1917–1920 w mieście funkcjonowała polska placówka o charakterze konsularnym.

## Miasta partnerskie
- Al-Basra (Irak)
- Dakar (Senegal)
- Honolulu (USA)
- Konya (Turcja)
- Nikozja (Cypr)
- Stambuł (Turcja)
- Vung Tau (Wietnam)
- Amman (Jordania)
- Dżudda (Arabia Saudyjska)
- Houston (USA)
- Moguncja (Niemcy)
- Sarajewo (Bośnia i Hercegowina)
- Gniezno (Polska)
- Bordeaux (Francja)
- Helsinki (Finlandia)
- Izmir (Turcja)
- Neapol (Włochy)
- Sankt Petersburg (Rosja)
- Tabriz (Iran)

## Galeria

Baku
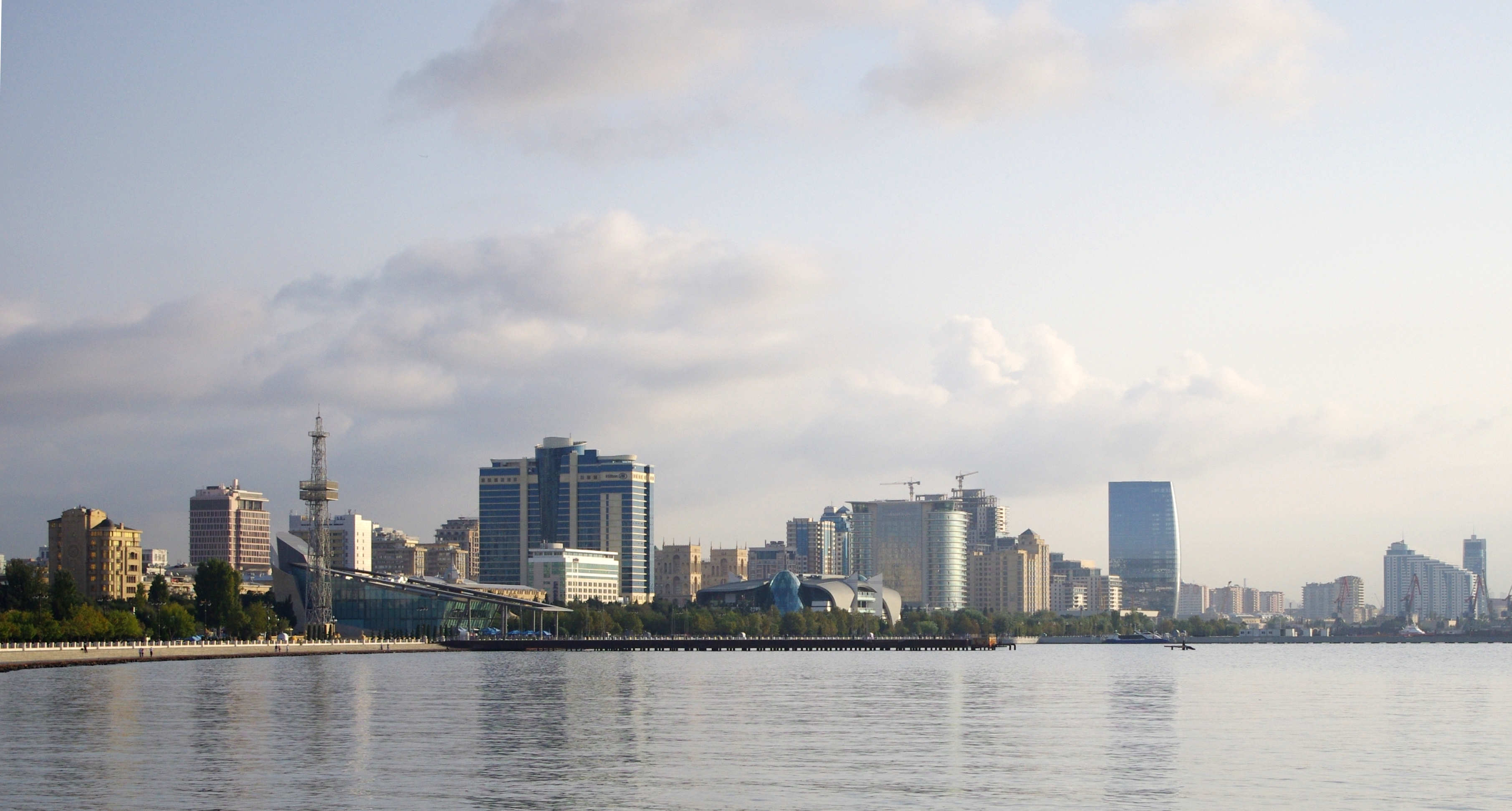
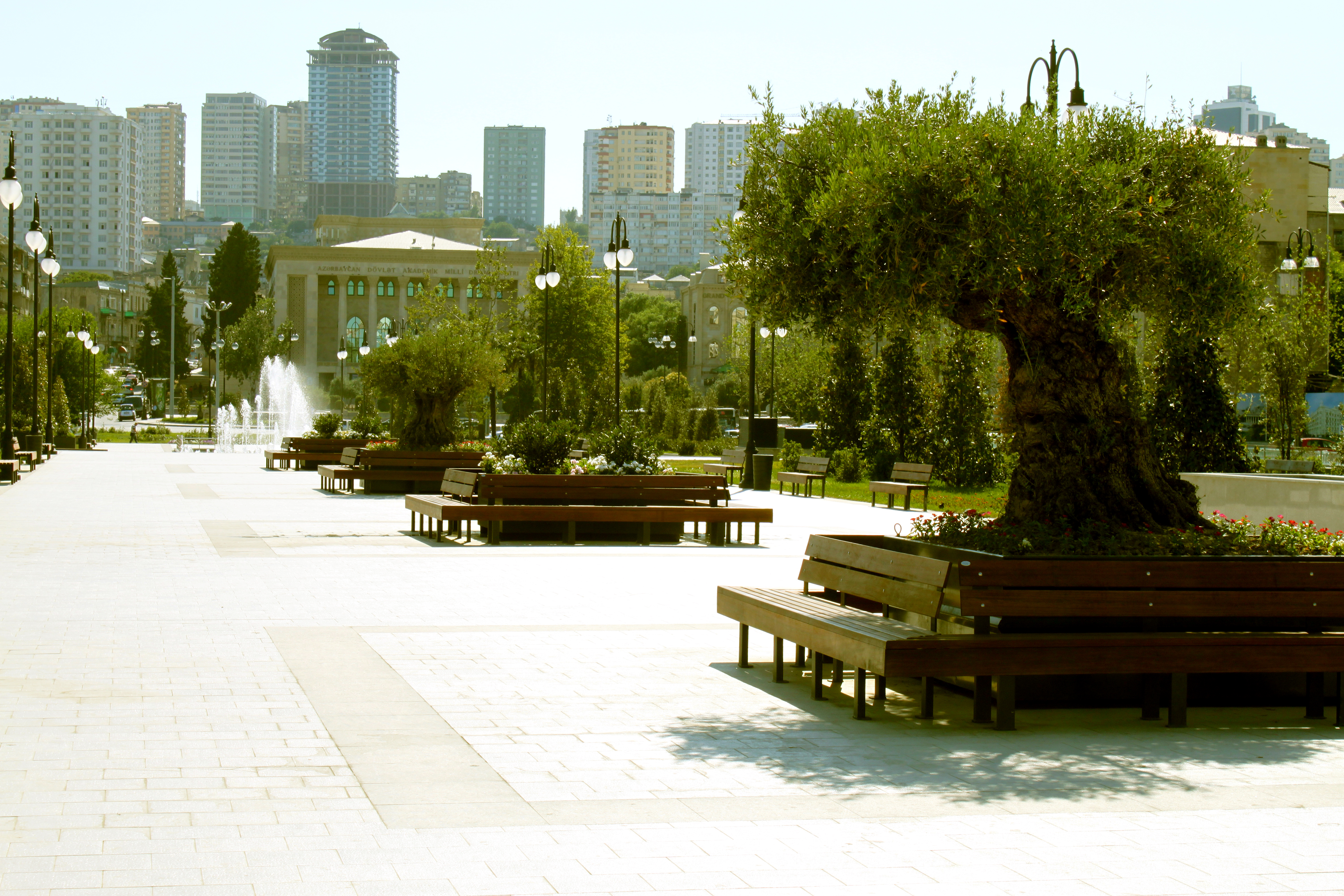
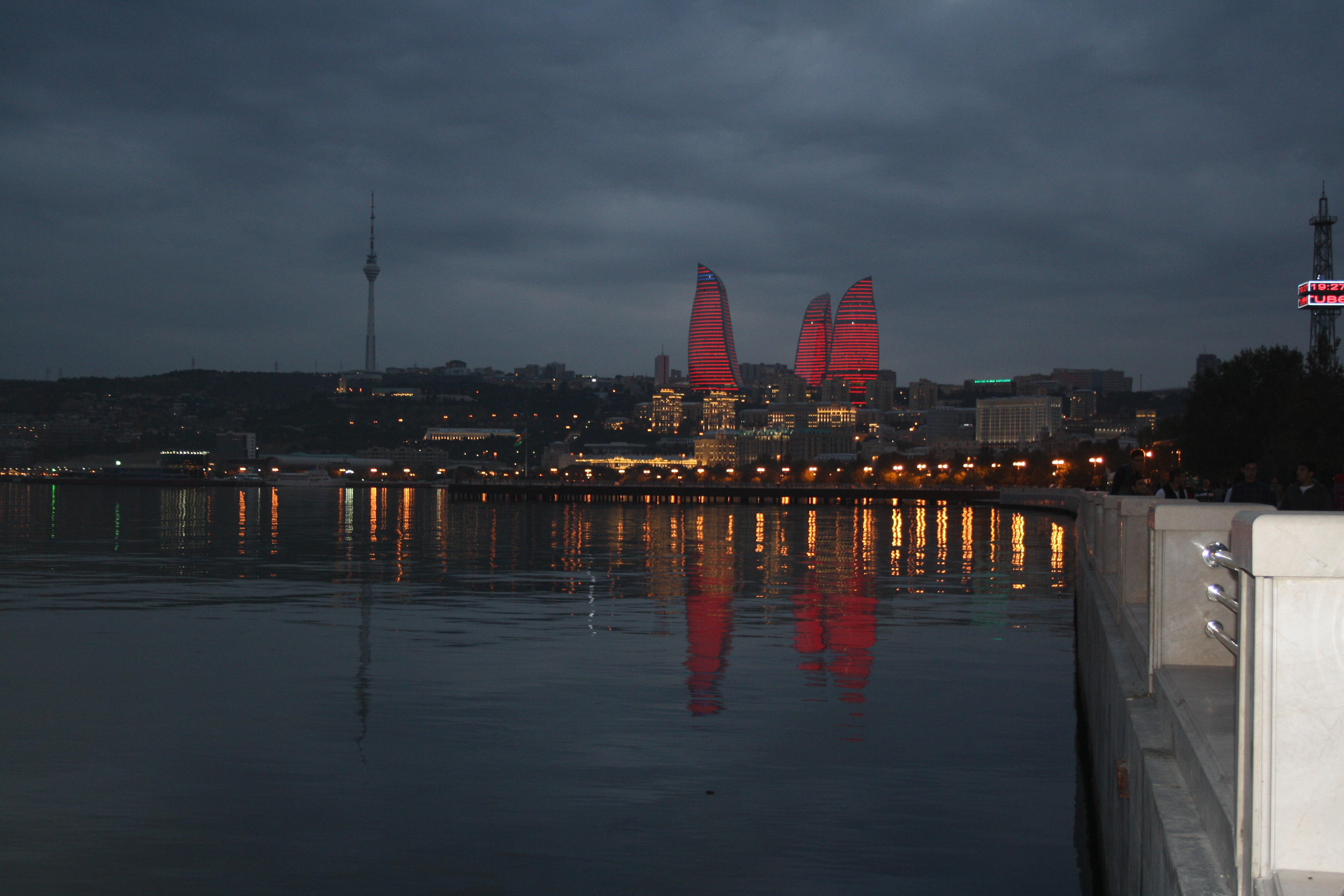
Ogniste Wieże
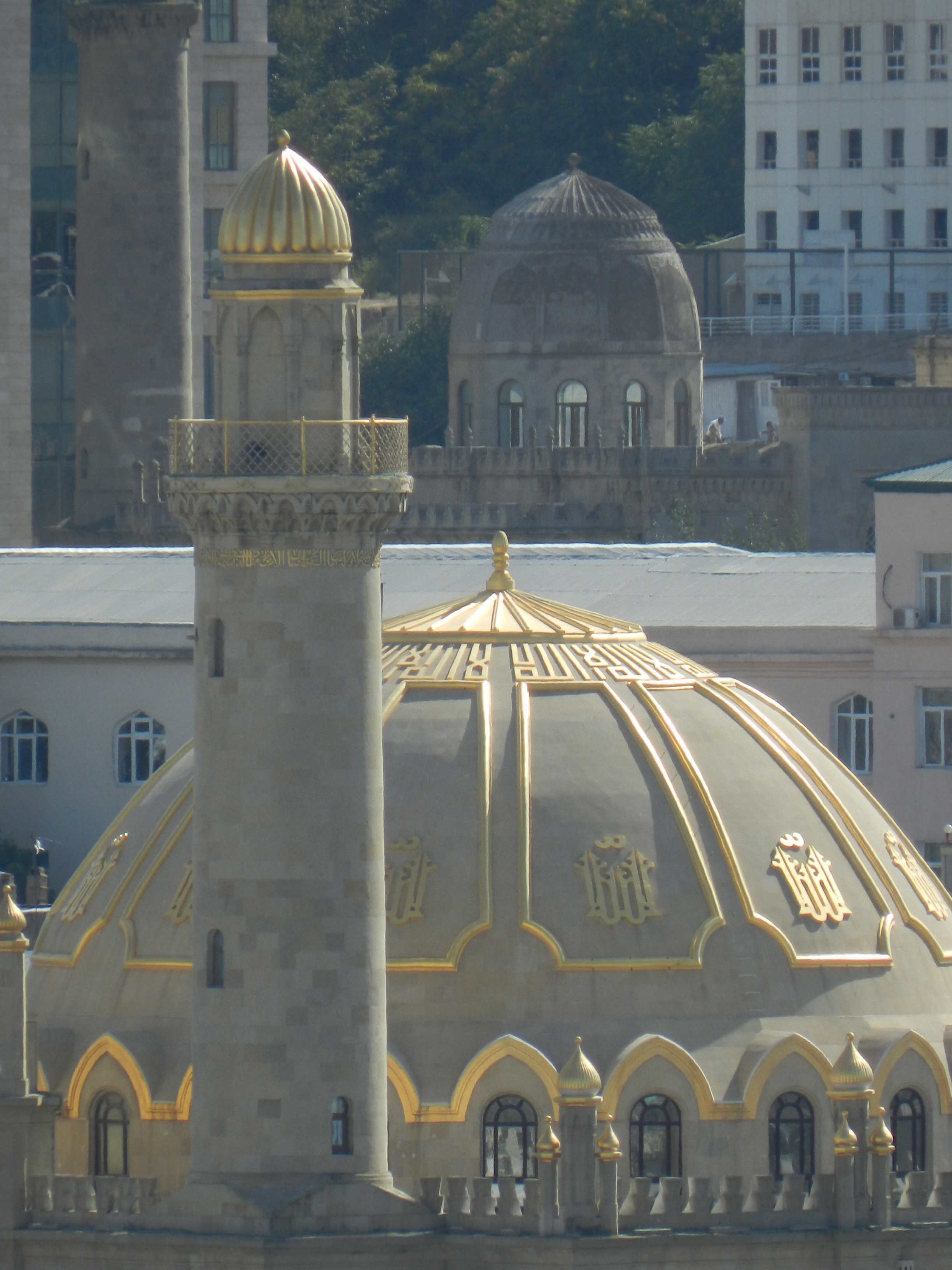
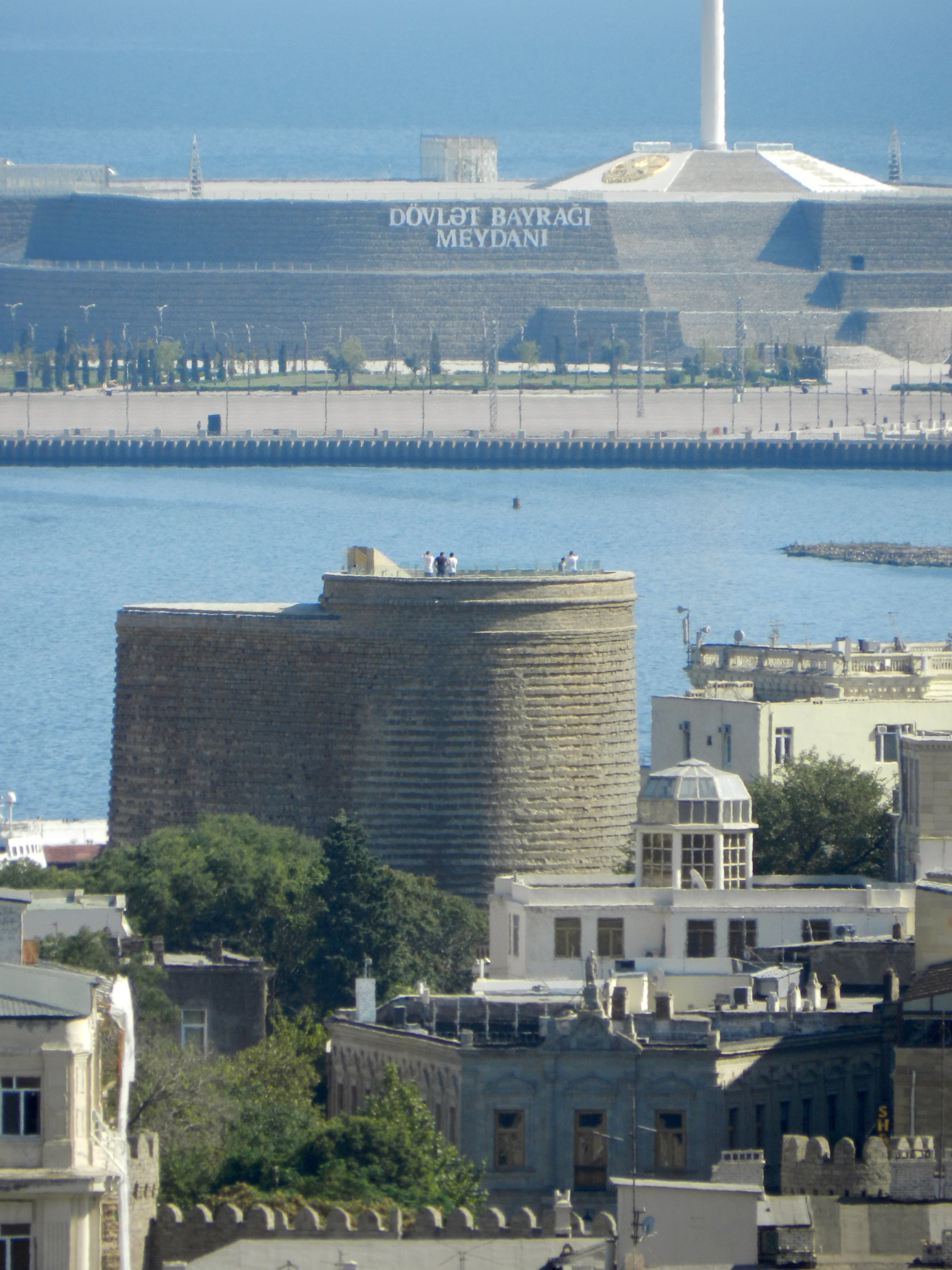
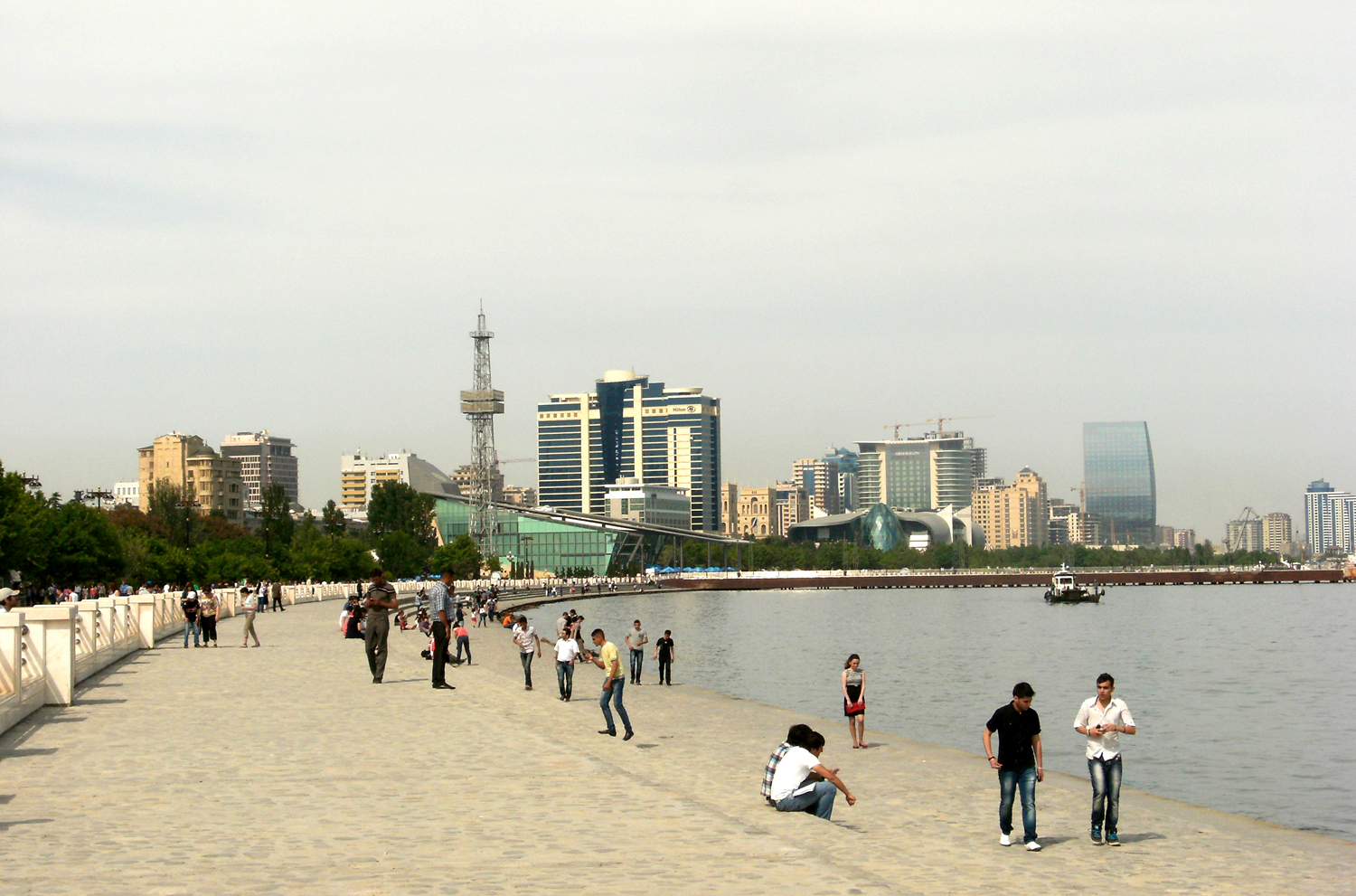
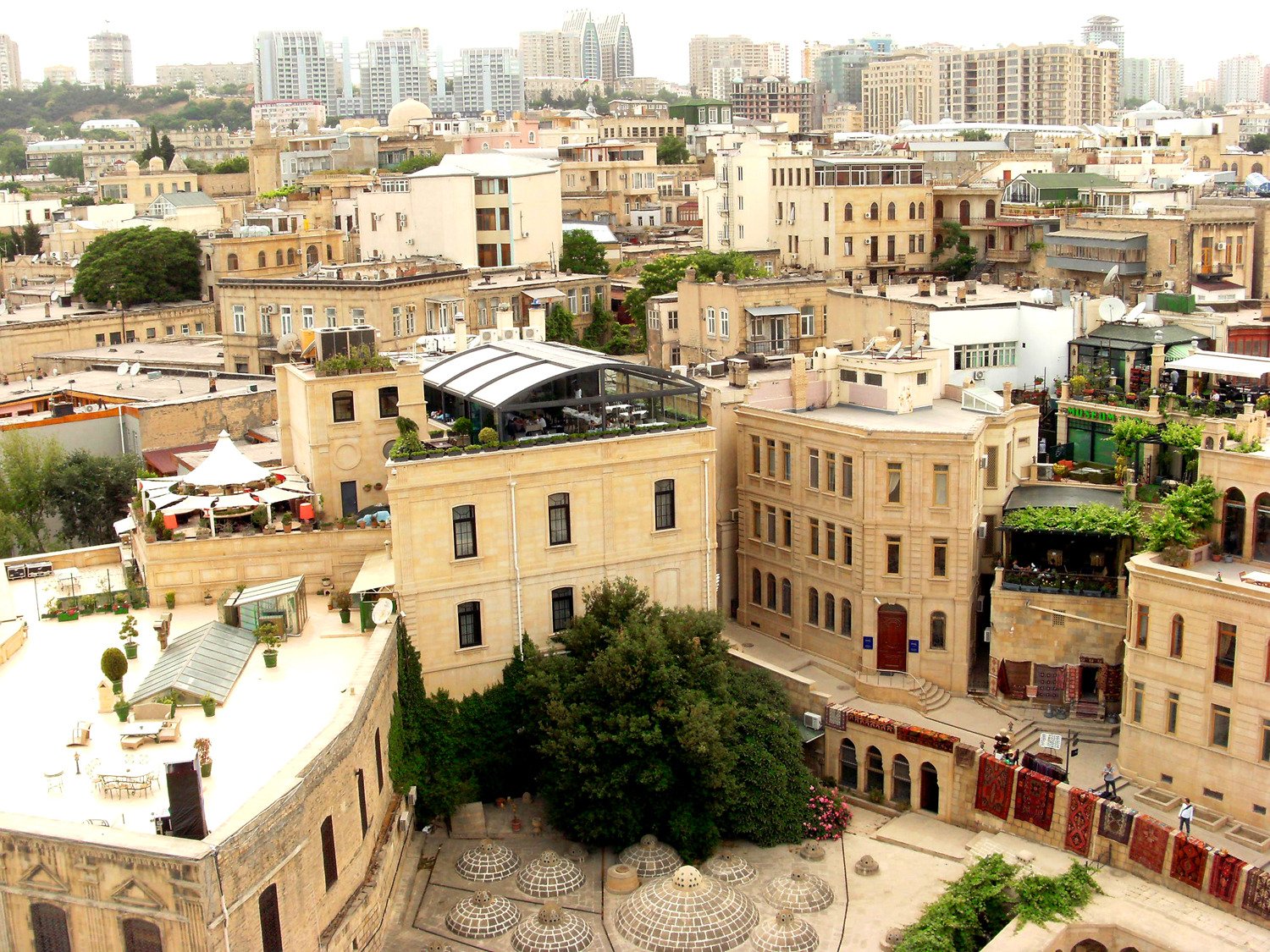
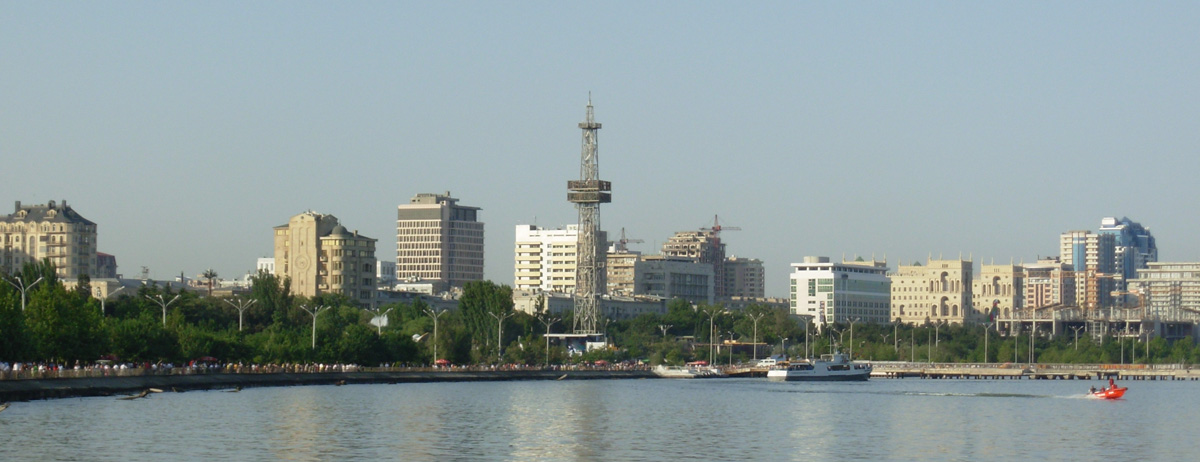
Azersu Tower